# Distrikt Santiago de Paucaray
Der Distrikt Santiago de Paucaray liegt in der Provinz Sucre in der Region Ayacucho in Südzentral-Peru. Der Distrikt wurde am 21. Mai 1962 gegründet. Er besitzt eine Fläche von 61,5 km². Beim Zensus 2017 wurden 625 Einwohner gezählt. Im Jahr 1993 lag die Einwohnerzahl bei 1187, im Jahr 2007 bei 917 Sitz der Distriktverwaltung ist die 3229 m hoch gelegene Ortschaft Santiago de Paucaray mit 215 Einwohnern (Stand 2017). Santiago de Paucaray liegt 22 km ostsüdöstlich der Provinzhauptstadt Querobamba.

## Geographische Lage
Der Distrikt Santiago de Paucaray liegt im Andenhochland im Osten der Provinz Sucre. Der Río Chicha fließt entlang der nordöstlichen Distriktgrenze nach Norden und entwässert das Areal.
Der Distrikt Santiago de Paucaray grenzt im Südosten, im Süden und im Südwesten an den Distrikt Soras, im äußersten Westen an den Distrikt San Salvador de Quije, im Nordwesten an den Distrikt Paico sowie im Nordosten an die Distrikte Huayana und Pomacocha (beide in der Provinz Andahuaylas).

## Ortschaften
Neben dem Hauptort gibt es folgende größere Ortschaften im Distrikt:
- Autama (311 Einwohner)
- Atihuara